# Compañía de Energía Roxxon
La Compañía Roxxon de Energía (también conocida como Roxxon, antes conocida como empresa Roxxon de Combustible) es el nombre de un conglomerado industrial de petróleo masivo ficticio en el Universo Marvel que aparece en los cómics estadounidenses publicados por Marvel Comics. Se describe a la compañía como dirigida por varios ejecutivos que normalmente están listos y ansiosos por usar cualquier opción legal e ilegal para asegurar sus ganancias, hasta e incluso la violencia. Como tales, Roxxon es un oponente constante de varios superhéroes, como Iron Man y Capitán América.
La Compañía Roxxon ha aparecido en varias adaptaciones de medios en muchos programas de televisión y películas ambientadas en el Universo Cinematográfico de Marvel.

## Historial de publicaciones
Apareció por primera vez en Captain America #180, (diciembre de 1974), creada por Steve Englehart y Sal Buscema.

## Historia de la empresa ficticia
La compañía se formó como República de Aceite y Compañía de Gas, por Alexander Jones (quien se convirtió en un rico magnate del petróleo) en 1932. En 1933, la compañía era una pequeña empresa que vendía petróleo después de haber sido comprada por otras compañías. Finalmente, en 1937, Jones (que se desempeñaba como presidente en ese momento) ordenó la excavación de 1,000 acres de tierra en el sur de Indiana. Descubrió grandes cantidades de petróleo y lo vendió a otras estaciones de servicio y compañías petroleras, lo que lo convirtió en una poderosa compañía petrolera, convirtiendo a Alex Jones en un multimillonario.
Esta compañía ficticia ha encontrado numerosos superhéroes.
La historia de "The Iron Age" reveló que los agentes de Roxxon de Combustible (entonces conocido República de Aceite y Gas) habían matado a Howard Stark y Maria Stark. Roxxon también ha estado regularmente en desacuerdo con el Proyecto Pegaso con respecto a las fuentes de energía ya que este último ha estado involucrado en investigaciones de energía alternativa que podrían afectar la rentabilidad del petróleo de Roxxon.
La división central del conglomerado Roxxon es Roxxon Oil. La empresa actualmente posee en su totalidad; Corporación Kronas, Metrobank y Corporación Brand. Brand es otra empresa con fines de lucro que se ha especializado en la creación de superhumanos. Si bien Brand suele considerarse una subsidiaria de Roxxon, a veces ha tomado sus propias decisiones y ha actuado de manera independiente.
Roxxon tiene su propio grupo de trabajo de seguridad similar a un ejército, y ha empleado a varios agentes especiales, muchos de los cuales ha dado habilidades sobrehumanas.
Hugh Jones (el exjefe de Roxxon y el hijo de Alexander) había sido arrestado varias veces, pero nunca ha sido condenado hasta la fecha. A partir de este momento, Compañía de Aceite Roxxon cambió su nombre a Compañía de Energía Roxxon.
En la miniserie Great Lakes Avengers, se presentó un personaje llamado Grasshopper. Nombre real Douglas Taggert, era empleado de Roxxon, y llevaba una armadura cibernética con el tema de un saltamontes desarrollado por ellos para defender a la compañía. Segundos después de aceptar una invitación para unirse a la GLA, fue asesinado por un villano llamado Zaran.
En la historia especial de GLX-Mas, Killer Shrike (un exempleado de Roxxon) intenta robar el "Proyecto Z" de la compañía, pero un nuevo Saltamontes lo detiene y lo derrota. Muere apenas unos minutos después de activar el salto máximo del traje, que lo lanzó al espacio.
Desde entonces, Red Skull estaba dentro del cuerpo de Aleksander Lukin, el villano ha usado la poderosa Corporación Kronas del exgeneral soviético y el Cubo Cósmico para comprar Roxxon.
En Dark Reign: New Nation, el agente de Roxxon Oil, Anton Aubuisson masacra a una tribu de nativos de Anuquit para construir un oleoducto, pero War Machine frustra sus esfuerzos.
Se ha demostrado que Energía Roxxon tiene una operación minera en Marte, pero (debido a circunstancias inexplicables) detuvo la operación y borró todos los rastros de todos los involucrados.
La Compañía de Energía Roxxon (junto con Alchemax e Industrias Hammer) se mencionó en una conversación entre Spider-Man y la Antorcha Humana para haber intentado una vez una oferta en el renovado edificio Baxter para ser superado por Industrias Parker.
Roxxon más tarde va en una expedición arqueológica para encontrar un Wendigo. Cuando Ur-Wendigo ataca a una científica llamada Dr. Ella Stirling, ella es salvada por Arma H. Aunque Roxxon se interesa en Weapon H. Para que Roxxon obtenga los servicios de Arma H, Dario Agger envía a Brood: criaturas infectadas y un engendro creado por Roxxon, el Hombre Cosa para derrotarlo. Cuando Dario consigue que Clayton, Sonia Sung, el Dr. Stirling, el Blake humano infectado con Brood y el Hombre-Cosa de Roxxon le denuncien, Roxxon está deseando obtener recursos extraterrestres que lo lleven a mostrarle al grupo un portal para un extra Región tridimensional que tiene la magia suficiente para alimentar el planeta durante un millón de años. Sin embargo, los monstruos al otro lado del portal quieren matar a todos los humanos. Sonia aconseja a Clayton que lidie con la amenaza mientras se transforma en Arma H. Este portal fue creado por accidente y lleva a Mundo Extraño, donde los Skrullduggers cambiantes de formas se encuentran entre las criaturas que emergen del portal para matar humanos. Cuando algunos de ellos lo hacen, Arma H los combate con la ayuda de Blake y Hombre Cosa cuando el Capitán América se une a la lucha. Dario mencionó que en su discusión con el Capitán América, Roxxon había llegado a un acuerdo con las entidades gobernantes para que no se detuvieran en los dedos de los pies mientras afirmaba que el M.M.R.E.A. se asegura de que la minería interdimensional no dañe a ninguna criatura indígena. el cual fue firmado conjuntamente por 7 corporaciones multinacionales, 112 naciones con base en la Tierra, 2,334 civilizaciones interestelares y 15 entidades divinas con el acuerdo que también involucra la lucha contra las especies invasoras. El Capitán América recomienda al Arma H que acepte la oferta de Darío para que pueda ser el soldado del Capitán América por dentro. 10 minutos después, Arma H y Dario descubrieron que Blake y Hombre Cosa tenían ayuda para derrotar a los Skrullduggers de Korg. Cuando el grupo de Arma H fue capturado por los Inaku a su llegada, su miembro Protector Hara culpó a Roxxon por desatar a los Skrullduggers que han estado en Mundo Extraño más tiempo que Roxxon. Cuando Arma H, Ángel y Blake se dirigen hacia el puesto de avanzada de Roxxon y se encuentran con los tres ingenieros y los seis soldados que se refugian en el interior, aprenden de la Dra. Carrie Espinoza que han aprovechado la magia que ayudaría a revertir el calentamiento global y hambre el mundo final.. El Arma H descubre que la magia que están cosechando proviene de Morgan le Fay.
Dario Agger y Roxxon colaboran con el Barón Zemo en un plan para hacer que Hydra ocupada en Bagalia sea reconocida como una nación independiente al tener al Mandarín en su alias de Tem Borjigem como la cara pública de Bagalia.
Durante la historia de "La Guerra de los Reinos", Minotauro lleva a las fuerzas de Roxxon a tomar el control de la Antártida.

## Asociados
- Brand Corporation: una empresa de investigación y desarrollo científico que ha llevado a cabo muchos proyectos para el gobierno federal. La Corporación Brand también trabajó en robótica y exploración interdimensional.[13]
- Cybertek Systems Inc. - Una división de investigación cibernética de Roxxon que sirve como su centro de prótesis y robótica. Más tarde se mejoró para hacer ingeniería inversa del cyborg Deathlok.[14]
- Kronas Corporation - Una compañía que fue fundada por Aleksander Lukin.[15]
- Metrobank - [16]

## Miembros

### Ejecutivos
- Pierce Benedict - Director de operaciones marítimas.[17]
- Douglas Bravner - Ejecutivo frl Proyecto Sunturion.[18]
- August D'Angelo (Presidente del Consejo)[19]
- Jonas "Jonah" Hale - Director de Investigación.[20] También es el exdirector en jefe de operaciones de Petróleo de la República y Gas Natural.
- Samuel Higgins - El director de la institución en Denver.[21] Él utilizó a James Hudson como fuente de energía después de su regreso de Quwrlln, más tarde reclutó a Madison Jeffries para ayudar a Cortaviento en una misión y también presidió la instalación que desarrolla Omega-32, que fue atacada por el Escarabajo.
- Henry Mason - Vicepresidente de la empresa Roxxon de Energía.[22]
- Carrington Pax - Ejecutivo en la División Costa Oeste de la Empresa de Energía Roxxon.[23]
- Huck Petrie - Negociador de la Empresa Roxxon de Energía.[24]
- Brian Sagar - Vicepresidente de la Empresa Roxxon de Energía.
- Mike Tappan - Director asociado de la división de Los Ángeles de la Empresa Roxxon de Energía[23]
- Minotauro / Dario Agger - El nuevo CEO de Roxxon. Su objetivo final es utilizar Roxxon para desangrar la Tierra de sus recursos naturales y luego pasar a otros mundos, lo que lo lleva a un conflicto con el Thor original y el femenino.[25][26]

#### Antiguos ejecutivos
- Clayton Burr - Vicepresidente de desarrollo internacional de Roxxon.[27] Él supervisó a Cybertek.
- Brandon Chambers - Ejecutivo de Roxxon.[28] Patrocinó los experimentos de ADN de su hermano Phillip sin darse cuenta de que su otro hermano Mitchell era el sujeto.
- Sr. Clarkson - Vicepresidente de la división de Texas de Roxxon.[29] Fue asesinado por Calavera[30]
- Ian Forbes - Director de la planta Belfast de Roxxon.[31]
- Calvin Halderman - Presidente de Roxxon.[32]
- Curtis Henshaw - Ejecutivo de la sección R&D en la instalación boliviana de Roxxon.[33]
- Jerome "Jerry" K. Jaxon - Vicepresidente Asociado de Desarrollos Especiales.[34]
- Hugh Jones - Propietario, Presidente, y CEO de la Empresa Roxxon de Energía.[35]
- John T. Gamelin - Director de Operaciones en el Extranjero.[36] Más tarde fue el presidente de la Empresa Roxxon de Energía.[37])
- Don Kaminski - Presidente de la Empresa Roxxon de Energía.[38]
- Simon Krieger - Vicepresidente de Petróleo de la República y Gas Natural de Roxxon.[39]
- Linden Laswell - Ejecutivo del proyecto de Latveria de Roxxon.[40]
- Jonathan Darque (Magma) - Jefe del Proyecto de la división de Roxxon en Temple Corners, VA.[41]
- Terence Gerard -[33]
- Michael Brady - Ejecutivo de la División de Química de Roxxon.[42]
- Reuben Kincaid - Ejecutivo de la Empresa Roxxon de Energía. Fue asesinado por Michael Brady.[42]
- Aleksander Lukin - Dueño de la empresa Roxxon de Energía. Asesinado por Sharon Carter.[43]

### Personal
- Bill - Piloto de helicóptero para la división de Long Island de Roxxon.
- Carson - Operativo de seguridad.
- Chester - Un trabajador de la refinería de petróleo flotante de Petróleo Roxxon.
- Chief Compton - Supervisor de la instalación subterránea de Nueva York de Roxxon.[44]
- Larry Curtiss - Un operativo de seguridad.[45]
- Davis - Un científico que es asistente de Jonas Harrow.
- Delvecchio - Miembro de la instalación subterránea de Nueva York de Roxxon.[44]
- Jim Dworman - Exprogramador de Cybertek. Estaba a cargo del cierre de Cybertek.[46]
- Gail - Secretario de Carrington Pax.
- Gordon - Miembro de la instalación subterránea de Nueva York de Roxxon.[44]
- Grist - Miembro de seguridad de la instalación de Nueva York subterránea de Roxxon.
- Jake - Un guardia de seguridad en la división de Denver de Roxxon.[47]
- Joe - Un trabajador de la refinería de petróleo flotante.
- Juan - Un asistente ejecutivo de Hale en la división de San de Francisco de Roxxon.
- Ms. Loring - Una científica debajo de Hale y participante en el proyecto Nuform.
- Missy - Una agente de Roxxon.[45]
- Patrick Nestor - Portavoz de la empresa de Roxxon.[48]
- Dr. Malachi Oz - Un científico.[49]
- Riki - Un miembro de la sala de juntas en One Roxxon Plaza.[50]
- Cindy Shelton - Investigador principal de Roxxon.
- "Agger" - Un asistente de Huck Petrie.[24]
- Raymond Sikorski - Un reclutador con Roxxon Blackridge.[51]
- Miss Simpkins - Una secretaria de Hidrópolis.[50]
- Walter - Un asistente ejecutivo del Presidente Gamelin.[36]
- Jillan Woods (Sepulcro) - Un agente de Roxxon Blackridge.[52]
- Jefe Wyngard - Supervisor de la instalación subterránea de Nueva York de Roxxon.[44]
- Michael Thomas - Un agente durmiente trabajando en Stark International.[53]
- Alvie Walton - Miembro en la estación de servicio de Snow Valley de Roxxon.[54]
- Ulik: originalmente contratado por Dario Agger para ayudar a nivelar a Broxton, fue contratado para ser consultor en la "División de Inversión Inter-Realm".[55]

#### Antiguo personal
- Cary Albertson - Un científico en el proyecto de bio-chip en la instalación de Sault Ste. Marie de Roxxon.
- Babs Bendix - Una secretaria[18]
- Blair - Una agente de Roxxon.[56]
- Kenneth H. Bradley - Un agente encubierto y antiguo miembro de seguridad de Brand.[38]
- Phillip Chambers - Un científico de Roxxon.
- Abner Doolittle - Un científico del Enésimo Comando.
- Roberta "Bobbie" Haggert - Una científica en el proyecto Omega-32 de Roxxon.[47] Ella fue asesinada por la Plaga[57]
- Seth Hanks - Un niño sabio y empleado dispuesto de Roxxon.[58]
- Paul Hazlett - Un científico.[59]
- Dan Jermain (Hombre Peligro) - Un antiguo inspector de seguridad de Roxxon.[60]
- Kelly - Una guardia de seguridad en la instalación subterránea de Nueva York de Roxxon.
- Kristy - Una asistente del Sr. Clarkson.[29] Fue asesinada por Sin y Calavera.
- Lewis - Un guardia de seguridad en la instalación de subterránea Nueva York de Roxxon.
- Alexander Lipton - Un científico.[56] Fue asesinado.
- Mischa y Yuri - Bioquímicos de Roxxon.[61]
- Moyer - Un agent de Roxxon.[56]
- Duncan O'Neill - Un topo dentro del MI-5: Agente Secreto Británico 003.[31]
- Dr. Gerald Roth -
- Schroeder - Un guardia de seguridad en la instalación subterránea de Nueva York de Roxxon.
- Jack Rollins - Un agente durmiente para Nick Furia.[62]
- Steve - Un guardia de seguridad del Complejo de Investigación de Long Island.[63]

### Súper-operativos
- Delphine Courtney - Asistente de Jerry Jaxon.[64]
- Ciprés - Un asesino.[61] Él se fijó en Mikhail y Yuri, pero fue rechazado por Meggan y Gata Sombra.
- Perros de Guerra[65] - Agentes de Simon Krueger que colaboraron en el intento de difamación de Tony Stark.
  - Afgano -
  - Bulldog -
  - Dóberman -
  - Galgo -
  - Labrador -
  - Mastín -
  - Rottweiler -
  - Pastor -
  - Sabueso -
- Douglas Taggert (Saltamontes) - Seguridad blindada[66]
- Neil Shelton (Saltamontes) - Seguridad blindada.[67]
- Simon Maddicks (Alcaudón Asesino) - Guardaespaldas del líder de rama Jersey de Brand James Melvin.[59]
- Mantícora - Él antes trabajó bajo Brand Corp.[68]
- Jason Quartermaster - Un científico sobrehumano.[33] Trabajó para Rand-Meachum y fue un agente doble para Roxxon. Fue noqueado en el propio disolvente universal por Luke Cage.
- Saboteadora - Un agente blindado.[39] Ella actuó como una agente de Petróleo de la República y Gas Natural, en un intento de sabotear Industrias Stark pero fue derrotada por Iron Man. Más tarde sería asesinada por Segador.[69]
- Escuadrón Serpiente[70] -
  - Blanche "Blondie" Sitznski (Anaconda) -
  - Tanya Sealy (Mamba Negra) -
  - Roland Burroughs (Víbora Mortal) - Más tarde sería asesinado por el Plaga del Inframundo.[71]
  - Seth Voelker (Crótalo) -
- Mandroides de S.H.I.E.L.D. -
- Sandy Vincent (Stratosfire) - Secretario sobrehumano de Roxxon.[18] Ella estaba capacitada de una manera similar a Sunturion pero actuó como un héroe para mejorar la imagen pública de Roxxon. Fue asesinada por Sunturion que activó Unidad de Control Zed de Roxxon dentro de su armadura.[18]
- 'Colin Ashworthe Hume (Cortavientos)' - Un mutante mejorado.[21]
- Ogro, Razor Wire y Puño Relámpago - 3 operativos disfrazados que protegen los intereses de la empresa en la isla nación de Taino en el Mar Caribe. Son consumidos y destruidos por un virus zombi mutado, y el virus en el aire reconstruye sus cuerpos en un ser esquelético que más tarde es destruido por el Hombre Cosa.[72]
- Strikeforce B.E.R.S.E.R.K.E.R. - un pelotón de las fuerzas especiales de élite de élite de Roxxon, estrictamente leales a la compañía y sus sombríos diseños. Después de escuchar el cuento de Loki, Darrio, jefe de Roxxon Corp., les hizo beber sangre del corazón de un dragón ardiente, convirtiéndolos en criaturas místicas similares a Hulk con fuerza, dureza y una furia de guerrero comparable a dioses y monstruos.[73]

### Agentes contratados
- Thomas Agar -[36]
- Asalto y Agresión -[74]
- Anton Aubuisson -[75]
- Sangrefría 7 -[76]
- Firebolt -[77] Fue contratado para destruir los experimentos en el Proyecto: PEGASO.
- Fixer -
- Sin Banderas - Un operativo controlado mentalmente[38]
- Dr. Jonas Harrow - científico de la instalación subterránea de Nueva York del Servicio de Investigación Rye y Roxxon.
- Hellrazor -[36]
- Ivory -
- Cor. Buzz Baxter (Perro Loco) -[78]
- Mycroft -[79]
- Omega Flight I -[64]
- Sobrecarga -[80]
- Smokescream -[81]
- Espía Maestro I - Fue contratado por Roxxon para matar al Fantasma pero terminó siendo asesinado por Fantasma.[23] Más tarde apareció con vida.
- Voz -[81]
- Jennifer Walters - Una abogada.
- Fantasma - Fue contratado para sabotear Investigación y Desarrollo Acutech,[23] que fue comprada por Tony Stark. Él ha tenido muchos encuentros con Iron Man.
- Las Grapplers-  Ellas intentaron saquear el Proyecto Pegaso.
- Hombre Modular - Un físico en la Corporación Brand de Roxxon.
- Hombre Enésimo - Estaba a punto de destruir lo que quedaba del Proyecto. Él también fue detenido.
- Orka - Combatió a los Vengadores en Jamaica, Queens.
- Escuadrón Supremo -
- Arthur Dearborn (Sunturion) -[53]
- Tarántula (Anton Miguel Rodriguez) Mutado - Su transformación en un super-ser que salió mal después de haber sido perturbado por Fuego Fátuo.
- Fuego Fátuo[82] - Él tenía sus moléculas destrozadas después de que el experimento de Brand enloqueció y fue reunido por Spider-Man y la Dra. Marla Madison. Todavía está buscando vengarse de Brand.

## Otras versiones

### Amalgam Comics
Roxxon existe en el universo Amalgam y es similar a la Roxxon principal.

### Roxxon 2099
Roxxon es todavía fuerte en el futuro alternativo de 2099 y es una de las principales empresas importantes

### TransformersUK
Roxxon existe en la realidad de los Transformers 120185. El profesor Peter Anthony Morris estaba trabajando para ellos en Oregón, donde se le ocurrió la teoría de que los Transformers estaban controlados por el magnate petrolero GB Blackrock. Él accidentalmente mata a un guardia de seguridad Roxxon.

### Ultimate Marvel
La versión Ultimate Marvel de Roxxon Corporation es responsable de varias actividades inmorales y está dirigida por el heredero de Roxxon Corporation, Donald Roxxon (quien es inepto en lo que hace la Corporación Roxxon). Elijah Stern descubrió una forma de usar vibranium como fuente de energía para la compañía, pero se despide para que Roxxon pueda obtener todo el crédito. Esto llevó a Elijah a ser Tinkerer y enviar a los villanos Buitre, Killer Shrike y Omega Red. Herman Schultz había conseguido un arma de diseño para Roxxon antes de la terminación del empleo de Schultz.
La Corporación Roxxon tarde tiene una bodega de una muestra del simbionte Venom donde fue dirigido por el Escarabajo. Cuando el Spider-Man original luchó contra el Escarabajo y el frasco que contenía la muestra se rompió, la muestra se volvió inútil.
Durante la historia de Ultimate Enemy, el compuesto de Roxxon Corporation fue destruido por una biomasa que fue creada en secreto por Reed Richards.
Siguiendo la historia de Ultimate Mystery, la Corporación Roxxon había reunido a un Brian Trust de Roxxon formado por el Doctor Octopus, el Dr. Arnim Zola III, la Dra. Layla Miller, Misty Knight, el Dr. Samuel Sterns, y el Dr. Nathaniel Essex. El Roxxon Brain Trust fue acusado del deber de averiguar el ataque que se realizó en el edificio Baxter. La Corporación Roxxon fue atacada por la misma entidad que aplastó todo el edificio.
Bajo el verdadero heredero de la Corporación Roxxon, Phillip Roxxon (quien no es un pariente específico de Donald), la Corporación Roxxon comenzó a usar cobayas en experimentos para hacer supersoldados (es decir, Bombshell, Spider-Woman, Cloak y Dagger), así como un experimento para restaurar el simbionte de Venom, que es robado por el Dr. Conrad Marcus, bioquímico de Roxxon. Cuando el nuevo Spider-Man y los Young Ultimates se dan cuenta de que son cada uno de los conejillos de indias / supersoldados de Phillip Roxxon como parte de la forma en que Roxxon supera a Norman Osborn, Roxxon es derrotado personalmente por Spider-Man y fue arrestado por agentes de S.H.I.E.L.D..

## En otros medios

### Televisión
- Roxxon fue aludido en la serie de dibujos animados Iron Man de la década de 1990. En el episodio "Fire and Rain", Iron Man y War Machine intentan sacar Firebrand en una instalación de Petróleo Roxxon.
- En el episodio "Línea de Fuego" de la serie Iron Man: Armored Adventures se menciona que la empresa "Hammer Multinational", de Justin Hammer, posee la Refinería de Petróleo Roxxon.
- Roxxon aparece en la serie animada de Avengers Assemble, segunda temporada, con los guardias Roxxon expresados por David Kaye, Fred Tatasciore y Jim Meskimen.[93] En el episodio "Los Vengadores Desunidos", un edificio de Roxxon es donde Ultron (a través de Super-Adaptoide) lucha contra los Vengadores. Sin embargo, el verdadero motivo que involucra el asalto de Roxxon es obtener el control de los LMD que actúan como el equipo de descenso del Capitán América. En el episodio "Espectros", un laboratorio de Roxxon fue robado por Torbellino antes de ser detenido por Ant-Man.

### Marvel Cinematic Universe

#### Películas
- Roxxon aparece en películas de acción en vivo ambientadas en Marvel Cinematic Universe:
  - En la película de 2008 Iron Man, el logo de Roxxon aparece brevemente en un fondo de construcción durante la pelea climática de Iron Man con Iron Monger.
  - En Iron Man 2, uno de los coches en el Gran Premio de Mónaco es patrocinado por Roxxon y está entre los destruidos por Ivan Vanko.
  - En el cortometraje Marvel One-Shots llamado Algo gracioso pasó en el camino hacia el Martillo de Thor, que aparece en el Blu-ray de la película Capitán América: el primer vengador (2011), Phil Coulson se detiene en una gasolinera Roxxon camino a Albuquerque, Nuevo México, donde los eventos de la película tiene lugar.
  - En Iron Man 3, un petrolero Roxxon Norco causó un derrame de petróleo, lo que llevó al contable de Roxxon, Thomas Richards (interpretado por Tom Virtue), cautivo del Mandarín y aparentemente ejecutado en una transmisión en vivo antes de separarse.[94] El petrolero antes mencionado es incautado más tarde en un astillero de envío donde Aldrich Killian planeaba ejecutar al presidente Matthew Ellis en la armadura Iron Patriot antes de ser detenido por Tony Stark y el coronel Rhodes. Simon Krieger estaba originalmente programado para aparecer en los primeros borradores, pero fue reemplazado por Killian.[95][96][97]

#### Televisión
- Roxxon también aparece en los medios establecidos dentro de Marvel Cinematic Universe en TV:
  - Se ha aludido a Roxxon en Agents of S.H.I.E.L.D. En "Reparaciones", una gasolinera de la marca Roxxon en Batesville, Utah, es brevemente visible en la escena de apertura. Fue destruido por Tobias Ford cuando el secretario Taylor amenazó a Hannah Hutchins (una inspectora de seguridad de StatiCorp a quien culpó de la explosión en el Complejo de Aceleración de Partículas de StatiCorp que Tobias había causado). En "TRACKS", se presenta la división Cybertek de Roxxon que suministrará a Ian Quinn con la pierna del Proyecto Deathlok para colocarla en Mike Peterson. En "Ragtag", Las filiales de Roxxon, Brand Corporation y Metrobank, son nombradas en archivadores mantenidos por Cybertek a través de los cuales el Agente Phil Coulson está navegando. Se demostró que Cybertek estaba detrás del Proyecto Deathlok donde John Garrett estaba clasificado en los archivos del Proyecto Deathlok, sujeto 0. Coulson y la agente Melinda May pueden terminar robando todo el archivador con información sobre Proyecto Deathlok.[98] En "El Principio del Fin", el director del Cybertek Manufacturing Facility, Kyle Zeller (interpretado por Josh Daugherty) presenta a un nuevo empleado para el trabajo en los sistemas Cybertek, mostrando su control sobre el equipo de soldados listo para enfrentarse al equipo de Coulson en La Habana, Cuba. Tras la derrota de los soldados de Deathlok, Garrett e Hydra siguen adelante con sus planes, lo que provoca que el equipo de Coulson asalte la instalación de fabricación de Cybertek. Mientras que los agentes Coulson y Antoine Triplett luchan contra los soldados de Deathlok en un camión blindado, Skye puede infiltrarse en las instalaciones de fabricación de Cybertek y tomar como rehén a Zeller, con el efecto deseado de dar a los supersoldados nuevas órdenes para abandonar a Coulson y proteger a Garrett. Más tarde, Skye descubre que Hydra tiene a Zeller donde hay un área de espera donde Hydra está sosteniendo a la esposa de Zeller, así como a Ace Peterson, a quien Skye logra liberar. En " El buen samaritano"", se revela que Roxxon había adquirido Isodyne Energy en 1952. En" Principia ", se revela que la división Cybertek de Roxxon se cerró tras la derrota de Garrett y que el ex estudiante de la Academia SHIELD Tony Caine utilizó un motivo similar a la Operación Paperclip para falsificar las muertes de los científicos que fueron forzados a trabajar para Hydra en Cybertek y firmaron sus certificados de muerte bajo el alias Murray Jacobson. Alphonso McKenzie y Caine se acercaron a un científico (Joseph Getty) sobre la ubicación del Gravitonium que Hydra le hizo ser el investigador jefe de.[99]
  - Se alude a Roxxon en la serie de acción en vivo de Agent Carter. En " Ahora no es el final ", una refinería propiedad de la Corporación Petrolera Roxxon se muestra como el lugar donde la destructiva sustancia química de Nitramene de Howard Stark está siendo fabricada por empleados de Leviathan en colaboración con el empleado de Roxxon, Miles Van Ert (interpretado por James Urbaniak). Peggy Carter logró infiltrarse en el edificio, obteniendo la primera pista del agente de Leviathan, Leet Brannis. La refinería Roxxon fue destruida por la implosión de Nitramene, donde el vacío que siguió dejó el edificio, algunos vehículos y partes de la carretera en una bola grande. En "Puente y Túnel", El presidente de la Corporación Petrolera Roxxon, Hugh Jones tuvo una reunión con el subdirector Roger Dooley y el agente Jack Thompson de la Reserva Científica Estratégica (SSR) con respecto a la explosión. Se concluyó que quien sea responsable emitiría Vita-Rays, ya que Jones sabía sobre Nitramene fórmula a través de espionaje corporativo en Industrias Stark. Escanearon a los empleados de Roxxon que llevaron al arresto de Van Ert después de la intercepción de Peggy durante la persecución de Dooley y Thompson. En "A View in the Dark", Jones aparece como miembro del Consejo de Nueve que representa a Roxxon; Hugh y Thomas Gloucester le dicen a Calvin Chadwick que el Programa Isodyne debería cerrarse después de los recientes eventos y que Calvin debería centrarse en una campaña senatorial. En "The Atomic Job", Peggy tuvo que infiltrarse en la sucursal de Roxxon en Los Ángeles, California, para buscar la llave de una de las instalaciones de Roxxon donde se estaban llevando a cabo algunas bombas atómicas. Mientras Jones recordaba a Peggy, Peggy tuvo que seguir usando el inhibidor de memoria en Jones hasta que Peggy encontró la llave en el cinturón de Hugh. Más tarde, Peggy junto con Edwin Jarvis y los miembros de la SSR tuvieron que infiltrarse en las instalaciones de Roxxon para robar algunas cañas de dos bombas atómicas donde tuvieron que competir con el grupo de Whitney Frost para llegar primero a los objetos.
  - Se alude a Roxxon en la serie Daredevil de acción real. En "Nelson v. Murdock", un flashback muestra a Matt Murdock y Foggy Nelson como internos de Landman & Zack que están demandando a un hombre que desarrolló cáncer mientras trabajaba para la planta de Roxxon, alegando que reveló secretos de propiedad.[100] En "Kinbaku", Elektra Natchios irrumpe en sus sistemas para obtener información. Más tarde se revela que Roxxon está asociado con La Mano.
  - Se alude a Roxxon en la serie de acción en vivo Iron Fist. En "Tala de árboles con raíces", Harold Meachum le informa a su hijo que La Mano usaba Roxxon para mover el suministro de medicamentos de Madame Gao.
  - Roxxon aparece en la temporada uno de la serie de acción en vivo Cloak & Dagger. En el episodio "Suicide Sprints", el supervisor de la Plataforma del Golfo Roxxon, Nathan Bowen, recibe una llamada de emergencia e intenta cerrar las instalaciones. Sin embargo, la plataforma colapsa, liberando energía que luego otorgaría a Tandy Bowen y Tyrone Johnson habilidades sobrehumanas.[101] En el episodio "Princeton Offense", el codicioso Director Ejecutivo de Gestión de Riesgos de Roxxon, Peter Scarborough (interpretado por Wayne Péré) difama a Nathan por el accidente mientras Tandy se reúne con la empleada ecologista Mina Hess (interpretada por Ally Maki) que es ambientalista.[102] En el episodio "Funhouse Mirrors", Mina revela que su padre Ivan Hess (interpretado por Tim Kang) era un compañero de Nathan que se había vuelto catatónico y fue hospitalizado tras el colapso de la plataforma.[103] En el episodio "Lotus Eater", Tandy y Tyrone finalmente curan a Iván del trauma y reúnen a este último con Mina.[104] En el episodio "Colony Collapse", Tandy y Mina confrontan a Scarborough, quien revela que estaba muy consciente de la energía debajo de la plataforma y contrató a una asesina llamada Ashlie (interpretado por Vanessa Motta) para eliminar a cualquiera que se acercara demasiado. Finalmente, los poderes de Tandy pusieron a Scarborough en un estado catatónico similar al de Ivan y Ashlie encuentra más tarde a Scarborough, después de salvarse de los infectados llamados Terrores.[105] Después de que Tandy y Tyrone trabajaron juntos para salvar la ciudad, Roxxon fue universalmente culpado por comenzar el brote del Terror. En la temporada 2, episodio "Blue Note", también se ha visto la plataforma Roxxon (después de los eventos de la primera temporada), Andre Deschaine también corrió la misma suerte que Tandy y Tyrone, después de intentar suicidarse debido a fuertes dolores de cabeza.[106]
  - En Marvel's Runaways, aparece un cartel de Roxxon en un edificio en el episodio de la temporada 2 "Past Life" que indica que las oficinas de Roxxon en Hollywood se abrirán pronto.
  - En Marvel's Echo, aparece una gasolinera con el logotipo de Roxxon en el quinto episodio.

### Videojuegos
- El edificio Roxxon aparece en el fondo del videojuego de 2000 Spider-Man.
- El edificio Roxxon aparece en Spider-Man: Web of Shadows. Uno de sus edificios aparece estando cerca de la Torre Stark.
- La Corporación Roxxon aparece en el videojuego Iron Man 2. Ellos se muestran trabajando con el General Valentin Shatalov que está aliado con Kearson DeWitt y A.I.M.
- La Corporación Roxxon aparece en los niveles de la Tierra 616 de Spider-Man: Shattered Dimensions. Son muestra que poseen un cantera donde Spider-Man lucha con el Hombre de Arena. Un cartel de la Empresa Roxxon de Energía aparece en un edificio cerca de un sitio de construcción cuando Spider-Man lucha con Juggernaut y el Grupo Salvaje de Marta Plateada.
- La Corporación Roxxon se menciona en Marvel: Avengers Alliance.
- La versión Ultimate Marvel de Roxxon aparece en Ultimate Spider-Man: Total Mayhem. La compañía tenía topos en el Triskelion que causó un brote de supervillano al tratar de fusionar el suero Oz con el simbionte Venom y soltó robots para proteger a los ciudadanos, pero está implícito que fue por otras razones.
- Roxxon aparece en Lego Marvel Super Heroes con Guardias Roxxon como personajes jugables. Se muestra que la central eléctrica de Roxxon está en la costa de Manhattan, que está cerca de Liberty Island. La primera parte del nivel "Taking Liberties" se lleva a cabo en esa Power Station.
- Roxxon es mencionado en Marvel Avengers Academy. Según el Científico Supremo de AIM, se ha demostrado que Roxxon produce bebidas energéticas Roxxon, donde la lima-limón es uno de sus sabores. El Científico Supremo le pide a un Científico AIM que obtenga un paquete de bebidas energéticas Roxxon y afloje el tapón.
- En el videojuego Spider-Man de PlayStation 4 se ve un rascacielos Roxxon.
- En el videojuego Spider-Man: Miles Morales de PlayStation 5 el jefe de Roxxon es el antagonista principal de la historia.